# Wyandotte (Oklahoma)
Wyandotte – miejscowość w Stanach Zjednoczonych, w stanie Oklahoma, w hrabstwie Ottawa.